# Stephenville (Teksas)
Stephenville je grad u američkoj saveznoj državi Teksas. Prema popisu stanovništva iz 2010. u njemu je živjelo 17.123 stanovnika.